# Zavjetrinski otoci (Antili)
Zavjetrinski otoci su skupina otoka koja se nalazi na mjestu gdje se sjeveroistočno Karipsko more susreće sa zapadnim Atlantskim oceanom. Počevši od Djevičanskih otoka istočno od Portorika, protežu se jugoistočno do Guadeloupea i njegovih zavisnih područja. Na engleskom se izraz Leeward Islands odnosi na sjeverne otoke lanca Malih Antila. Južniji dio ovog lanca, počevši od Dominike, naziva se Privjetrinski otoci. Dominika se izvorno smatrala dijelom Zavjetrinskog otočja, ali je 1940. iz Britanskih zavjetrinskih otoka premještena u Britanske Privjetrinske otoke.

## Podrijetlo imena
Naziv ove skupine otoka, Zavjetrinski otoci, potječe iz prethodnih stoljeća, kada su jedrenjaci bili jedini oblik prijevoza preko Atlantskog oceana. U terminologiji jedrenja, 'privjetrinski' znači prema izvoru vjetra (uz vjetar), dok je 'zavjetrina' suprotan smjer (niz vjetar). U Antilima prevladavajući vjetrovi, poznati kao pasati, pušu pretežno sa sjeveroistoka. Stoga bi jedrenjak koji isplovljava iz britanske Zlatne obale i Gvinejskog zaljeva, vođen pasatnim vjetrovima, normalno prvo naišao na Dominiku i Martinik, otoke koji su najviše u privjetrini, na svom zapad-sjeverozapadnom putu prema konačnim odredištima u Karibima, Srednjoj i Sjevernoj Americi. Ovo mjesto, Dominica i Martinique, postaje gruba linija razdvajanja između otočja Privjetrinskih i Zavjetrinskih otoka.
Prvi španjolski istraživači nazivali su Puerto Rico i otoke na zapadu Sotavento, što znači "zavjetrina". Otoci južno i istočno od Puerto Rica tada su nazvani Islas de Barlovento, što znači "privjetrinski otoci". Kada su Britanci preuzeli kontrolu nad velikim dijelom Malih Antila, Antiguu, Montserrat i otoke na sjeveru proglasili su Zavjetrinskim otocima. Guadeloupe i otoci na jugu označeni su kao Privjetrinski otoci. Kasnije su svi otoci sjeverno od Martinika postali poznati kao Zavjetrinski otoci. Dominika je 1940. godine premještena u Britanske Privjetrinske otoke i sada se smatra dijelom Zavjetrinskih otoka.
Međutim, čak i u suvremenoj upotrebi u jezicima koji nisu engleski, posebice u nizozemskom, francuskom i španjolskom, svi Mali Antili od Djevičanskih otoka do Trinidada i Tobaga poznati su kao Otoci privjetrine (niz. Bovenwindse Eilanden, fra. Îles du Vent, špa. Islas de Barlovento). Otoci ABC i drugi otoci duž venezuelanske obale, poznati na engleskom kao Zavjetrinski Antili, poznati su u drugim jezicima osim engleskog kao ekvivalent termina Zavjetrinski otoci.

## Geografija
Otoke su većinom stvorili vulkani u subdukcijskoj zoni Malih Antila. Neki su još aktivni. Značajne erupcije dogodile su se u Montserratu 1990-ih i 2009. do 2010. godine. Najviši vrh je La Grande Soufrière (1467 m) u Guadeloupeu.

## Povijest
Vjeruje se da su narod Karibi, po kojima su Karibi dobili ime, oko 1200. migrirali iz područja rijeke Orinoco u Venezueli u Južnoj Americi kako bi se naselili na karipskim otocima, prema datiranju ugljikom. Tijekom stoljeća koje je prethodilo Kolumbovom dolasku na karipski arhipelag 1492. godine, Karibi su ratovanjem, istrebljenjem i asimilacijom većinom raselili narod Taíno koji su govorili maipurejski, koji su ranije u povijesti naselili otočne lance. 
Otoci su bili među prvim dijelovima Amerike koji su pali pod kontrolu Španjolskog Carstva. Europski kontakt započeo je s drugim putovanjem Kristofora Kolumba; mnoga imena otoka potječu iz tog razdoblja: Montserrat je dobio ime u čast Santa Maria de Montserrat (Naše Gospe od Montserrata), prema Blaženoj Djevici samostana Montserrat, koji se nalazi na planini Montserrat, nacionalnom svetištu Katalonije. ca. Mont serrat na katalonskom znači "planina pile", što se odnosi na nazubljeni izgled planinskog lanca.

### Britanska kolonija Zavjetrinski otoci
Zavjetrinski otoci postali su britanska kolonija 1671., s Williamom Stapletonom kao prvim guvernerom.
Iako relativno manji od okolnih otoka u Karibima, na ovim se otocim dogodila velika pobunu protiv britanskog Zakona o poštanskim markama, iako je bila znatno manje oštra u usporedbi s pobunom kopnenih sjevernoameričkih kolonija.
Godine 1660. bilo je oko 8000 bijelih doseljenika i približno 2000 afričkih robova na Zavjetrinskim otocima. Međutim, taj se omjer tijekom sljedećih godina smanjivao. Godine 1678. bilo je 10 408 bijelih doseljenika i 8 449 crnih robova. Do 1708. godine postojala je velika razlika između broja bijelih doseljenika, koji je pao na 7311, dok je broj crnih robova procijenjen na 23500.
Godine 1816. kolonija kao federacija otoka je raspuštena, a pojedinačnim otocima se upravlja pojedinačno. Međutim, kolonija Zavjetrinskih otoka ponovno je uspostavljena 1833.

## Popis značajnih otoka
Postoje dvije zemlje i jedanaest teritorija u Zavjetrinskim otocima. Od sjeverozapada prema jugoistoku, glavni otoci su:
- Djevičanski otoci
  - Španjolski Djevičanski otoci ( Portoriko)
    -  Culebra
    -  Vieques

  -  Američki Djevičanski Otoci (SAD)
    - St. Thomas
    - St. John
    - Saint Croix
    - Water Island

  -  Britanski Djevičanski Otoci (UK)
    - Jost Van Dyke
    - Tortola
    - Virgin Gorda
    - Anegada
- Angvila (UK)
- Sveti Martin
  -  Zajednica Sveti Martin (Francuska)
  -  Zemlja Sveti Martin (Nizozemska)
- Sveti Bartolomej (Francuska)
- Saba (Nizozemska)
- Sveti Eustahije (Nizozemska)
- Sveti Kristofor i Nevis
  - Sveti Kristofor
  - Nevis
- Antigva i Barbuda
  - Barbuda
  - Antigva
  - Redonda — nenaseljen
- Montserrat (UK)
- Gvadalupa (Francuska)
  - Basse-Terre
  - Grande-Terre
  - La Désirade (zavisnost Gvadeloupe) — doslovno 'željeno', špa. La Deseada[8]
  - Îles des Saintes (zavisnost Gvadeloupe)
  - Marie-Galante (zavisnost Gvadeloupe)

## Daljnje čitanje
- Jeppe Mulich. 2020. U moru carstava: mreže i prijelazi u revolucionarnim Karibima. Cambridge University Press.

## Vanjske poveznice
- Digital Library of the Caribbean−dloc.org: "The Leeward Islands Gazette" — slobodno−otvoreno dostupan, sa slikama cijele stranice i tekstom koji se može pretraživati
- Digitalna knjižnica Kariba−dloc.org: "Glasnik Antigve, Montserrata i Djevičanskih otoka" — otvoreno−slobodno dostupan, s pretraživim tekstom i slikama cijele stranice